# 萬汝楫
萬汝楫（1505年—？年），字濟卿，四川瀘州人，民籍，治《書經》，明朝政治人物。

## 生平
四川鄉試第六名舉人。嘉靖十四年（1535年）中式乙未科會試第一百七十七名，登第二甲第五十三名進士。

## 家族
曾祖萬宗添；祖父萬永高，曾任壽官；父萬水，母龐氏。重庆下。